# Dittomesia
Dittomesia is een monotypisch mosdiertjesgeslacht uit de  familie van de Smittinidae en de orde Cheilostomatida

## Soorten
- Dittomesia crispa Gordon, 1989